# بوب بروكس
بوب بروكس (بالإنجليزية: Bob Brooks)‏ هو مصور ومخرج أمريكي، ولد في 26 ديسمبر 1927، وتوفي في 27 سبتمبر 2012.

## وصلات خارجية
- بوب بروكس على موقع IMDb (الإنجليزية)
- بوب بروكس على موقع ألو سيني (الفرنسية)
- بوب بروكس على موقع أول موفي (الإنجليزية)
- بوب بروكس على موقع قاعدة بيانات الفيلم (الإنجليزية)
- بوب بروكس على موقع كينوبويسك (الروسية)